# Neo Zone
Neo Zone (anche noto come NCT #127: Neo Zone) è il secondo album in studio in lingua coreana (il terzo in totale) della boy band sudcoreana NCT 127, pubblicato nel 2020.

## Tracce
1. Elevator (127F) – 3:29
2. Kick It (영웅; 英雄; Yeong-ung) – 3:53
3. Boom (꿈; Kkum) – 3:29
4. Pandora's Box (낮잠; Natjam) – 4:09
5. Day Dream (白日夢) – 3:25
6. Interlude: Neo Zone – 1:39
7. Mad Dog (뿔; Ppul) – 3:03
8. Sit Down! – 3:20
9. Love Me Now (메아리; Meari) – 4:08
10. Love Song (우산; Usan) – 3:35
11. White Night (백야; Baegya) – 4:03
12. Not Alone – 3:45
13. Dreams Come True – 3:45

## Repackaged
La versione "repackaged" del disco, intitolata NCT #127 Neo Zone: The Final Round, è stata pubblicata il 19 maggio 2020.

### Tracce
1. Punch – 3:24
2. Non Stop – 3:24
3. Prelude (서곡; 序曲; Seogok) – 1:45
4. Kick It (영웅; 英雄; Yeong-ung) – 3:53
5. Boom (꿈; Kkum) – 3:29
6. Pandora's Box (낮잠; Natjam) – 4:09
7. Day Dream (白日夢) – 3:25
8. Make Your Day (너의 하루; Neoui Haru) (Taeil, Doyoung, Jaehyun, Jungwoo, Haechan) – 3:35
9. Interlude: Neo Zone – 1:39
10. Mad Dog (뿔; Bbul) (Taeil, Doyoung, Mark, Taeyong) – 3:03
11. Sit Down! – 3:20
12. Love Me Now (메아리; Meari) – 4:08
13. Love Song (우산; Usan) – 3:35
14. White Night (백야; Baegya) – 4:03
15. Not Alone – 3:45
16. Dreams Come True – 3:45
17. Elevator (127F) – 3:29